# Julián Aguirre
Pour les articles homonymes, voir Aguirre.

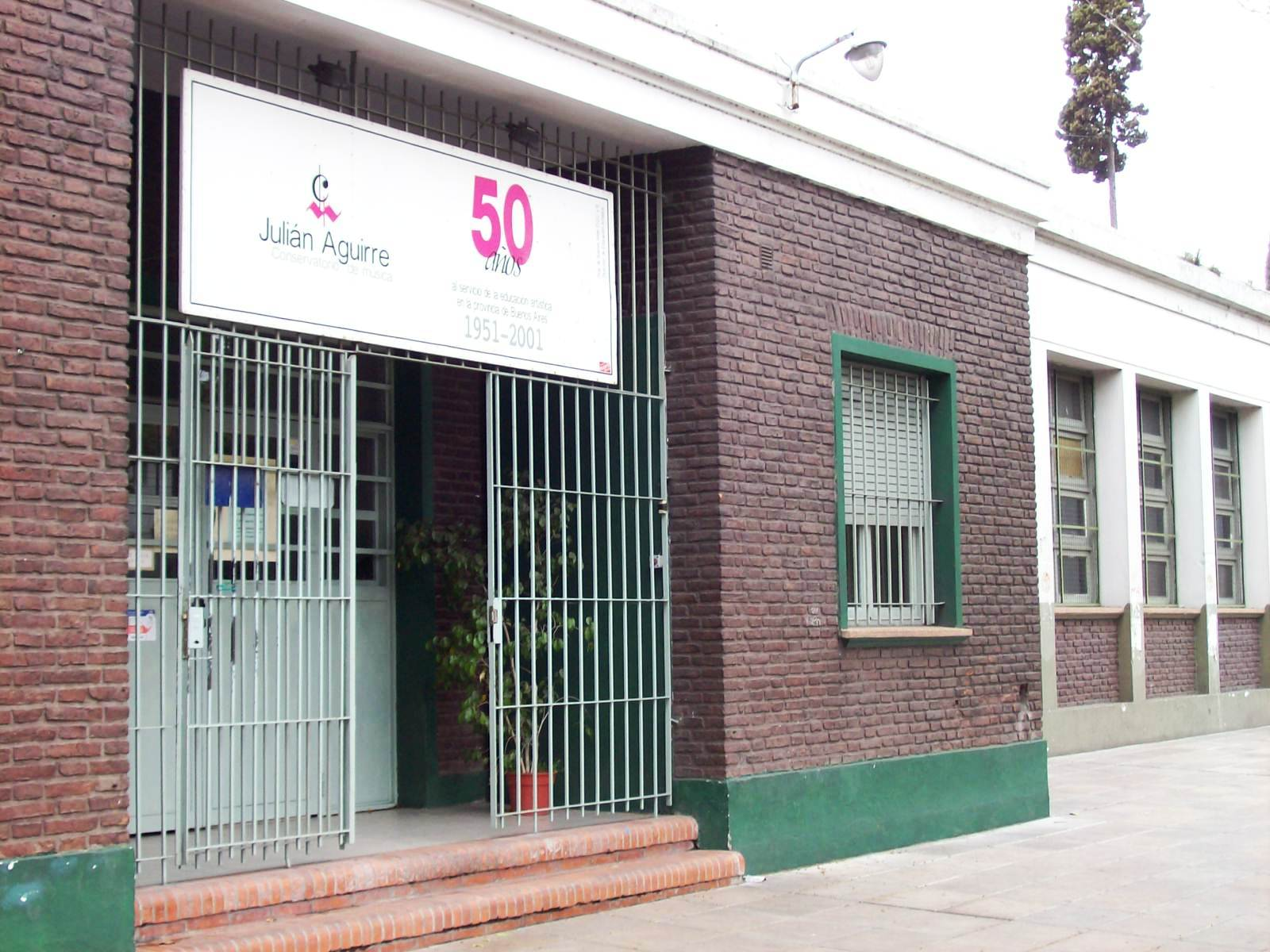
Conservatoire de musique Julián Aguirre, fondé par Alberto Ginastera en 1951.

Julián Aguirre, né Julián Antonio Tomás Aguirre le 28 janvier 1868 à Buenos Aires et mort dans la même ville le 13 août 1924, est un pianiste et compositeur de musique classique argentin.

## Biographie
Julián Aguirre partit enfant avec sa famille en Espagne, où il étudia la musique au Conservatoire royal de Madrid avec comme professeur le compositeur espagnol Emilio Arrieta. Il reçut une formation complémentaire au conservatoire de Paris.
Revenu en Argentine, il fonda en 1916, l'école argentine de musique (la Escuela Argentina de Música) à Buenos Aires. Il eut pour élève notamment Celestino Piaggio.
Julián Aguirre composa plusieurs œuvres pour piano ainsi que pour musique de chambre influencé en cela par la musique française. Il composa des versions orchestrales de musiques créoles.
En 1926, soit deux ans après sa mort, le gouvernement argentin fit voter une loi nationale qui prévoyait l'érection d'un monument en sa mémoire dans la grande roseraie (El Rosedal) du parc Bosques de Palermo de Buenos Aires. Un buste sera dévoilé au public en 1934.
En 1951, le musicien Alberto Ginastera inaugura le conservatoire de musique Julián Aguirre.

## Œuvres
- Aires nacionales argentinos
- Rapsodia argentina, pour violon et piano
- De mi país, symphonie
- Aires criollos, pour piano
- Aires nacionales, pour piano
- Rapsodia Argentina, pour violon et piano
- Huella y gato, pour piano, d'après Ernest Ansermet
- Arre caballito
- Don gato y otras canciones infantiles.
- Rosas orientales, pour piano
- El nido ausente, pour piano
- Tu imagen, pour piano